# Moáb
Moáb je jméno starověkého království a území mezi Mrtvým mořem a Syrskou pouští v dnešním Jordánsku. Moáb vešel jinak ve známost díky biblickým textům, ve kterých figuruje.

## Geografie
Na západě byl Moáb ohraničen Mrtvým mořem, na severu ho od Ammónu oddělovala řeka Arnon (dnešní vádí Mudžíb). Je to planina, která se od pustých břehů Mrtvého moře (-420 m n. m.) prudce zdvíhá až do výšky 1000 m n. m. Podnebí je polopouštní, částečně využitelné pro zemědělství, ale ve starověku bylo vlhčí.
Města:
- Rabbat Moáb
- Ar
- Aroer
- Kir (dnešní Kerak)
- Dibón
- Madaba - hraniční město

## Historie
Podle Bible byli původní obyvatelé země Midjánští, kteří však byli v polovině 2. tisíciletí př. n. l. vytlačeni Moabity, kteří byli blízce spříznění s Izraelity. Moabština byla velmi podobná hebrejštině, jak dokládá Méšova stéla. Uctívali boha Kemoše a vedle něho na hoře Peoru i Baala-peora. Moáb je zmiňován na nápisu v egyptském Luxoru ze 13. století př. n. l., kde je zmiňován jako jedna ze zemí dobytých Ramessem II. Král David si podrobil Moáb, po rozpadu království Moáb připadl severnímu království. Za krále Omriho se marně pokoušel moabský král Kemošmelek o samostatnost, ale když byl král Achab před Ramou poražen a zabit, povstal moabský král Moša a vybojoval své zemi nezávislost. Ke konci 8. století př. n. l. byli Moabité vazaly Asyřanů a po pádu Ninive i Babyloňanů, s nimiž se spojili, když Nabukadnezar podnikl výpravu proti Judsku. Od dob Perské říše Moáb jako samostatný stát zaniká.

## Ekonomika
V Moábu se pěstovalo obilí. Vyvážel se vápenec, vonné oleje a soli od Mrtvého moře. Důležitým zdrojem příjmů byly karavanní stezky, které Moábem procházely dvě: tzv. Králova cesta z Egypta do Mezopotámie a obchodní cesta do západní Arábie (shodná s pozdější poutnickou cestou do Mekky).